# Lago Débo
Débo é um lago na parte central do Mali, formado pelo alagamento sazonal da bacia do rio Níger. 
Está no Delta interior do Níger do Rio Níger. Durante as fases de alta água do rio, o delta formado por lagos, riachos e remansos faz parte do Lago Débo. O delta interno tem muitos canais amplos, que são pântanos rasos e inundados; esse delta se estende por um período de 200
 milhas (320 quilômetros) com uma largura de 50 mi (80 km). O lago Débo, durante a alta temporada, está a uma distância de 80 km (50 mi) de Mopti por seu rio acima, no extremo sul e 240 km (150 mi) do  Timbuktu at its downstream, no extremo nordeste. É o maior de muitos pântanos e lagos sazonais que formam o Delta interior do Níger e o maior lago do Mali. Seu tamanho é bastante reduzido durante a estação seca de setembro a março.
A existência deste lago chamado "Grande Lago" no delta interno de rio Níger entre  Jenne e Timbuktu no Mali foi estabelecida após extenso estudo de mapas da região que se estende por um período de 1000 a 1900 dC; 400 mapas foram estudados para o período.

## História

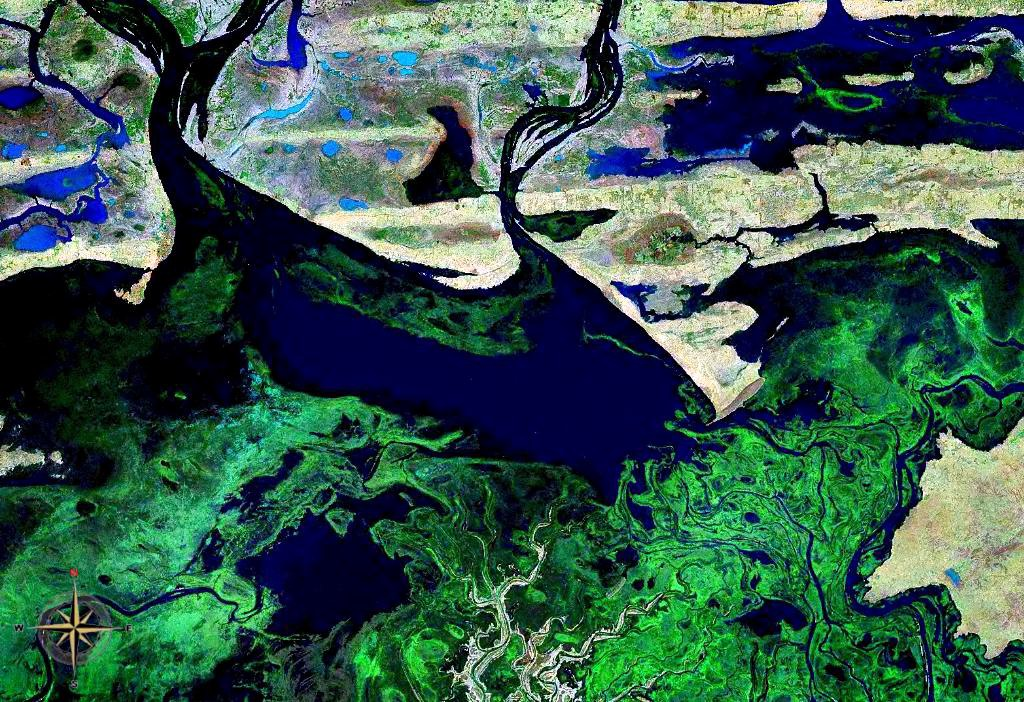
Lago Débo visto do espaço

Este lago, chamado de "Grande Lago" no delta interno de rio Níger entre Jenne e Timbuktu no Mali, era conhecido pelos europeus desde muito cedo. O relatório mais antigo conhecido foi no primeiro milênio aC. Ptolomeu descreveu como tendo a forma de uma barra. Estudo de mais de 400 mapas da região, criados durante um período de 1000 a 1900 dC, descobriu que o lago apareceu em 95%; o único recurso representado em mais mapas foi o Nilo. O lago é conhecido de várias formas como Nigrite Palus, Lago Sigisma, Lago Guber, Lago Guarda, Bog / Morais da Guarda, Lago Maberia, Bahar Seafeena, Lago Dibbie, mas agora é conhecido como Lago Débo. O rio Níger é avaliado como um rio jovem com 2000 anos de idade e ainda está para se estabilizar. No entanto, os canais naturais sofreram muitas mudanças sinuosas.